# Mosoly

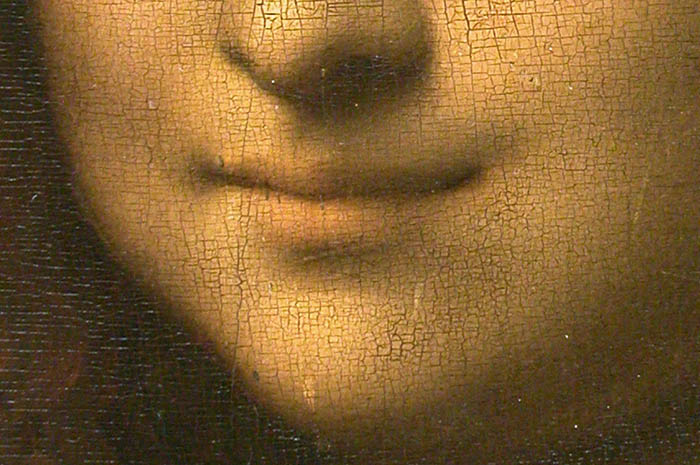
A leghíresebb mosoly
Leonardo da Vinci: Mona Lisa (részlet)

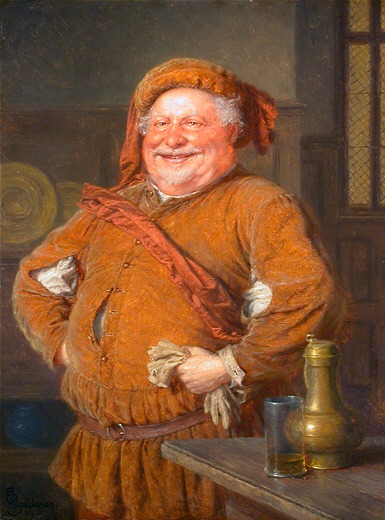
Eduard Grützner: Falstaff kesztyűvel, ónkupával és borospohárral

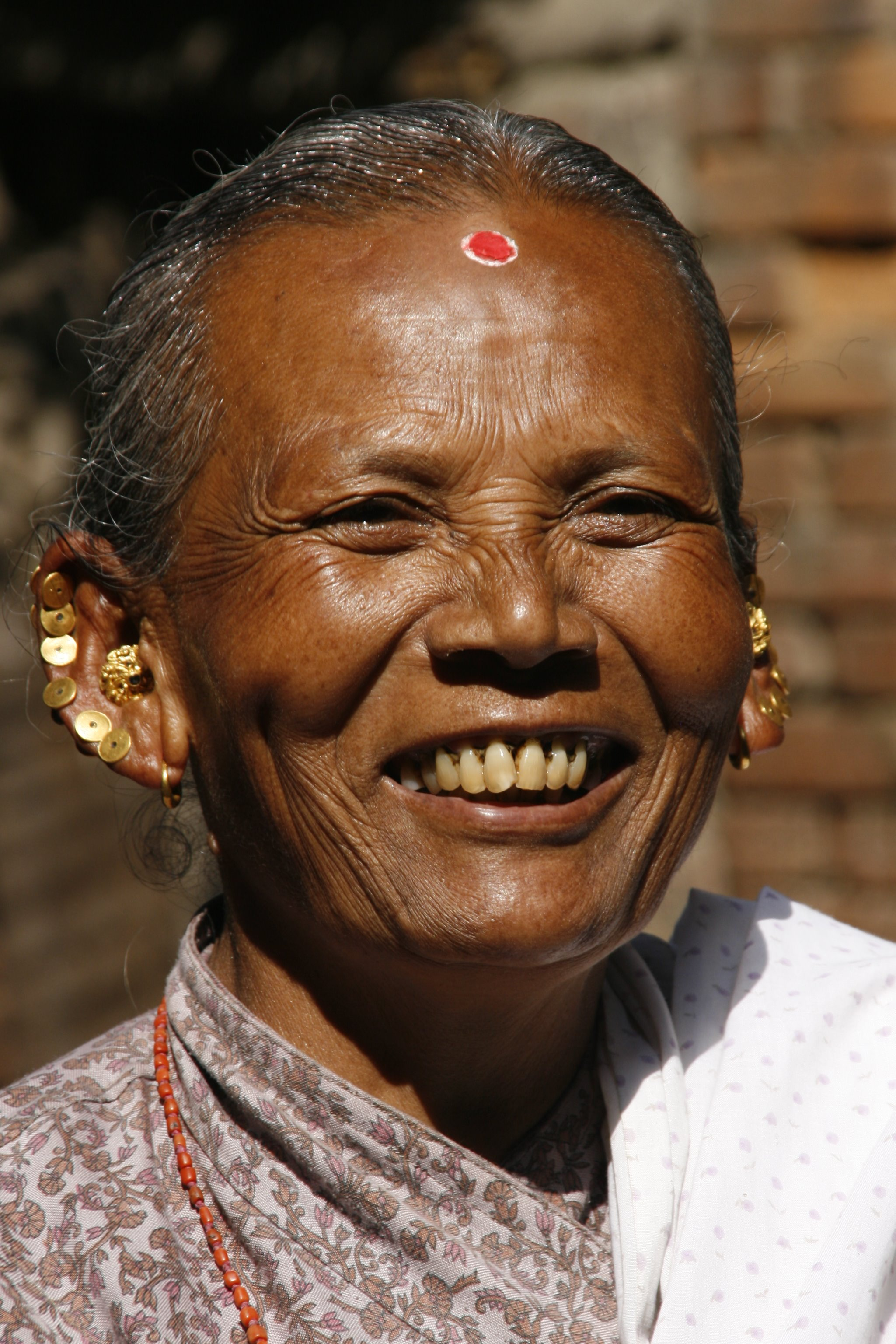
Egy nepáli nő mosolyog

Az arcgödröcskék megjelenését egyetlen gén irányítja

A mosoly egy olyan arckifejezés, melynek során a száj két végéhez legközelebb eső izmokat mozgatják. A mosoly észrevehető a szem környékén is. Az emberek között általában a kedvesség, a boldogság vagy a vidámság jele, de előidézhető önkéntelenül is, rémülettel, ekkor grimasz néven ismert. A kultúraközi tanulmányok kimutatták, hogy a mosolyt világszerte használják kommunikációs jelként is. A mosolygás leggyakoribb kiváltó oka a boldogság. Azt állatok között a fogak kimutatása gyakran az alárendeltség vagy a fenyegetés jele lehet. A csimpánzoknál jelezheti a félelmet is. A mosoly tanulmányozása a  nevetésterápia, a pszichológia és a nyelvészet területére tartozik, számos magyarázat van a humor és a nevetés hatásaira. Mosolygáskor az arcon keletkező gödröcskét nevezik gribedlinek is.

## Történelmi háttér
Számos biológus úgy gondolja, hogy a mosoly kezdetekben a félelem jele volt. Signe Preuschoft főemlőskutató a mosolygás jeleit a 30 millió évvel ezelőtti félelemgrimaszra vezeti vissza, ami a majmoktól származhat, amelyek az alig összeszorított fogakkal azt jelezték ellenfeleiknek, hogy fegyvertelenek. A biológusok úgy gondolják, a mosolygás minden fajnál máshogy fejlődött ki, de leginkább az embereknél eltérő ez a folyamat.
A biológia nem az egyetlen, mosollyal foglalkozó tudományterület. A kinezikát tanulók a mosolygást indulatok megjelenítéseként tekintik. Olyan érzelmeket fejezhet ki, mint amilyen a szeretet, a szerelem, a boldogság, a büszkeség vagy a zavartság.

## Duchenne-mosoly
Habár a tudósok számos mosolyfajtát meg tudnak egymástól különböztetni, és a legtöbbet tanulmányoztak már, az anatómusok különös figyelmet szentelnek egy olyan mosolyfajtának, melyet elsőként Guillaume Duchenne francia orvos fedezett fel. A XIX. Század közepén az arcon megjelenő kifejezések pszichológiai hátterét kutatva Duchenne a mosolynak két, egymástól jól elkülöníthető fajtáját ismerte fel. A Duchenne-mosoly keletkezésekor mindkét, a száj sarkának megemelkedéséhez szükséges nagy járomcsonti izom és a szem körüli izom, – mely megemeli az arcvonalakat és ráncokat formál a szem körül összehúzódása is. A nem Duchenne típusú mosolynál csak a nagy járomcsonti izom mozog. Számos kutató úgy véli, hogy a Duchenne-mosoly spontán, őszinte mosolyra utal, mivel a legtöbb ember nem tudja akaratlagosan mozgatni a szem körüli izom külső részét.